# 林陵平
林 陵平（はやし りょうへい、1986年9月8日 - ）は、東京都八王子市出身の元プロサッカー選手、サッカー解説者。現役時代のポジションはフォワード（FW）。

## 来歴
ジュニアからユースまで、生粋のヴェルディ下部組織育ち。高校卒業時、プロからのオファーがなかったことから明治大学へ進学。大学では2年時の後期リーグから頭角を現すと3年時には渡邉千真に次ぐランキング2位の14得点を挙げリーグ優勝に貢献。ベストイレブンに輝く。また、6月には出場こそなかったものの、当時J1の横浜FCに特別指定選手として登録される。
第87回天皇杯全日本サッカー選手権大会ではJリーグ相手に3得点（京都サンガF.C.戦1得点、清水エスパルス戦2得点）を含む、計5得点を挙げチームの4回戦進出の原動力となる。
2008年7月、チームメイトの藤田優人とともに、古巣東京ヴェルディ入団を決める。
2009年シーズンは32試合出場6ゴールと、1年目としてはまずまずの成績を残すもののチームの財政難の影響もあり、2010年よりJ2に降格した柏レイソルに完全移籍となった。同年3月28日、柏移籍後の初ゴールを古巣の東京V戦で決める。
2012年7月、モンテディオ山形に期限付き移籍。2013年より山形に完全移籍、同年には中島裕希と並ぶシーズン12得点でチーム得点王の活躍を見せた。
2017年シーズンより、水戸ホーリーホックに完全移籍。41試合に出場し、チーム最多の14得点を挙げた。
2018年、東京ヴェルディへ9年ぶりに復帰。
2019年8月、FC町田ゼルビアに期限付き移籍で加入。
2020年、東京ヴェルディへ復帰。2020年3月、ザスパクサツ群馬へ期限付き移籍。
2020年11月19日、2020年シーズンをもって現役を引退すると発表された。
2021年1月30日、東京大学運動会ア式蹴球部の監督就任が発表された。
2023年10月9日、2023年シーズンをもって東京大学運動会ア式蹴球部監督退任が発表された。

## 所属クラブ
ユース経歴
- 清水北FC
- ヴェルディジュニア
- 1999年 - 2001年 東京ヴェルディ1969ジュニアユース
- 2002年 - 2004年 東京ヴェルディ1969ユース (工学院大学附属高等学校)
- 2005年 - 2008年 明治大学
  - 2007年  横浜FC (特別指定選手)

プロ経歴
- 2009年  東京ヴェルディ
- 2010年 - 2012年  柏レイソル
  - 2012年7月 - 同年12月  モンテディオ山形 (期限付き移籍)
- 2013年 - 2016年  モンテディオ山形
- 2017年  水戸ホーリーホック
- 2018年 - 2020年  東京ヴェルディ
  - 2019年8月 - 同年12月  FC町田ゼルビア (期限付き移籍)
  - 2020年3月 - 同年12月  ザスパクサツ群馬 (期限付き移籍)

## 個人成績
| 国内大会個人成績 | 国内大会個人成績 | 国内大会個人成績 | 国内大会個人成績 | 国内大会個人成績 | 国内大会個人成績 | 国内大会個人成績 | 国内大会個人成績 | 国内大会個人成績 | 国内大会個人成績 | 国内大会個人成績 | 国内大会個人成績 |
| 年度             | クラブ           | 背番号           | リーグ           | リーグ戦         | リーグ戦         | リーグ杯         | リーグ杯         | オープン杯       | オープン杯       | 期間通算         | 期間通算         |
| 年度             | クラブ           | 背番号           | リーグ           | 出場             | 得点             | 出場             | 得点             | 出場             | 得点             | 出場             | 得点             |
| 日本             | 日本             | 日本             | 日本             | リーグ戦         | リーグ戦         | リーグ杯         | リーグ杯         | 天皇杯           | 天皇杯           | 期間通算         | 期間通算         |
| ---------------- | ---------------- | ---------------- | ---------------- | ---------------- | ---------------- | ---------------- | ---------------- | ---------------- | ---------------- | ---------------- | ---------------- |
| 2007             | 明大             | 11               | -                | -                | -                | -                | -                | 3                | 5                | 3                | 5                |
| 2009             | 東京V            | 27               | J2               | 32               | 6                | -                | -                | 1                | 0                | 33               | 6                |
| 2010             | 柏               | 17               | J2               | 24               | 10               | -                | -                | 2                | 1                | 26               | 11               |
| 2011             | 柏               | 11               | J1               | 10               | 1                | 1                | 0                | 1                | 0                | 12               | 1                |
| 2012             | 柏               | 11               | J1               | 3                | 0                | -                | -                | -                | -                | 3                | 0                |
| 2012             | 山形             | 39               | J2               | 16               | 2                | -                | -                | 2                | 1                | 18               | 3                |
| 2013             | 山形             | 8                | J2               | 34               | 12               | -                | -                | 2                | 1                | 36               | 13               |
| 2014             | 山形             | 8                | J2               | 3                | 0                | -                | -                | 2                | 0                | 5                | 0                |
| 2015             | 山形             | 8                | J1               | 23               | 2                | 4                | 0                | 0                | 0                | 27               | 2                |
| 2016             | 山形             | 8                | J2               | 30               | 6                | -                | -                | 2                | 2                | 32               | 8                |
| 2017             | 水戸             | 8                | J2               | 41               | 14               | -                | -                | 0                | 0                | 41               | 14               |
| 2018             | 東京V            | 11               | J2               | 28               | 7                | -                | -                | 2                | 1                | 30               | 8                |
| 2019             | 東京V            | 11               | J2               | 16               | 5                | -                | -                | 0                | 0                | 16               | 5                |
| 2019             | 町田             | 22               | J2               | 4                | 0                | -                | -                | -                | -                | 4                | 0                |
| 2020             | 東京V            | 27               | J2               | 0                | 0                | -                | -                | -                | -                | 0                | 0                |
| 2020             | 群馬             | 13               | J2               | 36               | 2                | -                | -                | -                | -                | 36               | 2                |
| 通算             | 日本             | 日本             | J1               | 36               | 3                | 5                | 0                | 1                | 0                | 42               | 3                |
| 通算             | 日本             | 日本             | J2               | 264              | 64               | -                | -                | 13               | 6                | 277              | 70               |
| 通算             | 日本             | 日本             | 他               | -                | -                | -                | -                | 3                | 5                | 3                | 5                |
| 総通算           | 総通算           | 総通算           | 総通算           | 300              | 67               | 5                | 0                | 17               | 11               | 322              | 78               |

- 2007年、特別指定選手としての出場はなし

その他の公式戦
- 2014年 
  - J1昇格プレーオフ 1試合0得点
- 2018年
  - J1参入プレーオフ 3試合0得点

| 国際大会個人成績 | 国際大会個人成績 | 国際大会個人成績 | 国際大会個人成績 | 国際大会個人成績 | FIFA      | FIFA      |
| 年度             | クラブ           | 背番号           | 出場             | 得点             | 出場      | 得点      |
| AFC              | AFC              | AFC              | ACL              | ACL              | クラブW杯 | クラブW杯 |
| ---------------- | ---------------- | ---------------- | ---------------- | ---------------- | --------- | --------- |
| 2011             | 柏               | 11               | -                | -                | 2         | 1         |
| 2012             | 柏               | 11               | 2                | 0                | -         | -         |
| 通算             | AFC              | AFC              | 2                | 0                | 2         | 1         |

- Jリーグ初出場 - 2009年3月25日 J2第4節 vs水戸ホーリーホック（笠松運動公園陸上競技場）
- Jリーグ初得点 - 2009年4月15日 J2第8節 vsサガン鳥栖（味の素スタジアム）

## タイトル
クラブ
柏レイソル
- J1リーグ：1回（2011年）
- J2リーグ：1回（2010年）

個人
- Jリーグ月間MVP（2013年6月）

## エピソード
- プロ初先発となったサガン鳥栖戦では、開始9秒で菅原智が一発退場[10]となり、ほぼ90分を10人で戦うという苦しい展開となったが、先制点をアシストすると自身もプロ初得点を決め勝利に貢献した。
- 柏レイソルでは日テレ・ベレーザ出身の小野寺志保がスカイパーフェクTVのレポーターとして中継にしばしば参加している。小野寺は同じグラウンドで練習していた林の事を以前から知っていて、その事をアナウンサーから聞かれた際には「林の事を母のような気持ちで見守っている」と答えている。
- 自他共に認める海外サッカー通である。好きな選手はズラタン・イブラヒモヴィッチであり、自身のゴールの際にゴールパフォーマンスの真似を披露した事もある。山形在籍中のオフシーズンには、現役選手にも関わらず欧州サッカー中継の解説者（いわゆるゲストではない）を複数回務めた実績がある。
- 妻・娘はガンバ大阪のサポーターで、妻はガンバ大阪のファンクラブに入るなど、根っからのガンバ大阪サポーターである。